# Елизабет Шарлота фон Насау-Зиген
Елизабет Шарлота фон Насау-Зиген (на немски: Elizabeth Charlotte von Nassau-Siegen) е графиня от Насау-Зиген-Хилхенбах и чрез женитба от 1643 г. графиня и от 1682 до 1692 г. първата княгиня на Валдек-Айзенберг.

## Биография
Родена е на 11 март 1628 година в Емерих ам Рейн, Дюселдорф. Тя е третата дъщеря на фелдмаршал граф Вилхелм фон Насау-Зиген-Хилхенбах (1592 – 1642) и съпругата му графиня Кристина фон Ербах (1596 – 1646), дъщеря на граф Георг III фон Ербах (1548 – 1605) и четвъртата му съпруга графиня Мария фон Барби-Мюлинген (1563 – 1619).
Най-голямата ѝ сестра Мария Магдалена (1622 – 1647) се омъжва на 25 август 1639 г. в Кюлемборг за граф Филип Дитрих фон Валдек-Айзенберг (1614 – 1645), който е брат на бъдещия ѝ съпруг Георг Фридрих фон Валдек-Айзенберг, който през 1682 г. е издигнат на княз на Валдек от император Леополд I.
Елизабет Шарлота фон Насау-Зиген умира на 16 ноември 1694 година в Кюлемборг, Западен Гелдерланд, Нидерландия, на 66-годишна възраст. Погребана е в църквата „Св. Николай“ в Корбах.

## Фамилия
Елизабет Шарлота фон Насау-Зиген се омъжва на 29 ноември 1643 г. в Кюлемборг за генерал-фелдмаршал, граф и княз Георг Фридрих фон Валдек-Айзенберг (* 31 януари 1620, дворец Аролзен, Хесен; † 19 ноември 1692, Аролзен), син на граф Волрад IV фон Валдек-Айзенберг (1588 – 1640) и Анна фон Баден-Дурлах (1587 -1649). Те имат децата:
- Волрад Христиан († 1650)
- Фридрих Вилхелм (1649 – 1651)
- Карл Вилхелм (1650 – 1653)
- Луиза Анна (1653 – 1714), омъжена за граф Георг IV фон Ербах-Фюрстенау (1646 – 1678), син на граф Георг Албрехт I фон Ербах
- Шарлота Амалия (1654 – 1657)
- Фридрих Вилхелм (1657 – 1670)
- Карл Густав (1659 – 1678), граф на Кюлемборг
- София Хенриета (1662 – 1702), омъжена на 30 ноември 1680 в Аролзен за херцог Ернст фон Саксония-Хилдбургхаузен (1655 – 1715), син на херцог Ернст I фон Саксония-Гота-Алтенбург
- Албертина Елизабет (1664 – 1727), омъжена за граф Филип Лудвиг фон Ербах-Ербах]] (1669 – 1720), син на граф Георг Лудвиг I фон Ербах-Ербах